# Delos Thurber
Delos Packard Thurber, född 23 november 1916 i Los Angeles, död 12 maj 1987 i San Diego, var en amerikansk friidrottare.
Thurber blev olympisk bronsmedaljör i höjdhopp vid sommarspelen 1936 i Berlin.